# Cheki
Der Cheki war ein Gewichtsmaß in Basra nach dem Gold und Silber gehandelt wurde.
- 1 Cheki = 100 Miskal = 150 Drachmen/Dram/Dramm = 466,55 Gramm
- 1 Miskal = 4,6655 Gramm